# フィリップ・アベルソン
フィリップ・ホーグ・アベルソン（Philip Hauge Abelson、1913年4月27日 - 2004年8月1日）はアメリカ合衆国の物理学者、後にサイエンス・ライターになった。1940年にエドウィン・マクミランとともにネプツニウムの発見者の一人となった。

## 生涯
タコマに生れた。ワシントン州立大学で物理を学んだ後、カリフォルニア大学バークレー校で核物理学の学位を得た。原子物理の分野でルイ・アルヴァレなどと共同研究をおこなった。
第2次世界大戦中は海軍技術研究所で働いた。マンハッタン計画自体には公式には参加していないがアベルソンの開発した拡散分離法は原子爆弾の開発にとって重要な技術となった。
戦後も原子力動力の艦船の研究を行いアメリカ初の原子力潜水艦「ノーチラス」の開発に貢献した。1951年から, カーネギー地球物理学研究所に移った。1962年から米国科学振興協会（American Association for the Advancement of Science :AAAS)の発行する雑誌「サイエンス」の編集を行った。サイエンスの編集作業を長く携わったことの貢献により、有機鉱物のアーベルソン石の由来となる。
1972年ユネスコから科学普及の功績に対してカリンガ賞を受賞。1992年米国科学アカデミーより公共福祉メダル受賞、1996年ヴァネヴァー・ブッシュ賞受賞。アメリカ科学振興協会によって1990年にフィリップ・アベルソン賞が設立された。